# 데미언 웨인
데미언(데미안) 웨인(Damian Wayne)은 DC 코믹스 세계관에 나오는 인물이다. 브루스 웨인과 탈리아 알 굴의 아들이며, 라스 알 굴의 손자이다. 이 캐릭터는 1987년 만화 Son of the Demon에 나오는데, 이름이 없이 나왔고(당시 탈리아는 자신때문에 브루스가 위험에 처하자 아이가 유산됐다고 말한 뒤 아이를 입양을 보낸다.) 'kingdom come'에선 브루스 웨인과 탈리아 알 굴의 아들인 '이븐 알 주파쉬'가 성장한 모습이 나온다.(이븐은 딕 그레이슨과 스타 파이어의 딸인 나이트 스타와 연인관계였다.) 2006년, 그랜트 모리슨에 의해 이 캐릭터의 이름은 데미언 웨인이라고 알려졌으며, 배트맨 #655에 다시 소개되었다.
'Damian Wayne'이란 이름은 '길들이다, 다스리다'라는 뜻의 그리스어인 'Damianos(다미아누스)'에서 따왔다고 한다.(batman and robin#0) 탈리아 알굴은 데미안을 '정복자,지배자'로 만들기 위해 각분야의 최고 전문가들에게 교육을 받게한다.(batman and robin#0을 보면 바이올린,과학,미술,전략등을 배우는 모습을 볼 수 있다.) 데미안에게 자신을 이기면 아버지에 대해서 알려주기로 했고 데미안은 6년후 탈리아를 이기고 아버지에 대해서 듣게 된다.(batman and robin#0에 이 모습이 나오는데 batman and son과 연결된다.)
처음 아버지인 배트맨을 만난것은 BATMAN AND SON에서 8살 때이며 배트맨을 도와 어머니인 탈리아의 계획을 망가트리는데 일조한다.이후 탈리아와 다시 리그 오브 어쌔신으로 돌아가게 된다. 10살이 됐을 때 라스 알 굴이 데미안의 몸을 통해 부활하려고 했으나 탈리아가 데미안을 탈출시켜 아버지인 배트맨에게 도움을 청하러 간다. 당시 배트맨은 라스 알 굴을 추적중으로 저택에 있지 않았다. 팀에게 라스 알 굴의 부활에 대해 알렸지만 팀은 믿질 않았고 싸우는 도중 데미안을 데리러온 어쌔신들에게 끌려가게 되고 곧 아들을 구하러 온 배트맨에 의해 구해지게 된다. 이 일이 있은 후 데미안은 아버지와 함께 가겠다고 하나 탈리아가 데리고 가고 브루스가 사라진 이후에야 고담으로 돌아왔다. 브루스가 사라진후 딕이 배트맨으로 활동할 때 딕의 사이드킥으로 활동했고 현재는 브루스가 다시 돌아와서 브루스의 사이드 킥으로 활동중이다. 다른 로빈들과 달리 브루스는 데미안에게 아버지와 아들과의 관계를 확실히 하는 모습을 보인다. 6살때 클라우제비츠의 전쟁론,조미니의 전쟁술을 독파하고 9살의 생일이 되기전에 박사학위를 땄다고 한다.(리붓이후의 batman and robin#9,batman inc#1) 리바이던(탈리아 알굴)에 의해 현상금 5억달러가 걸려있다. 배트맨 inc에서 납치당한 브루스 웨인을(매치스 말론으로 분장했었으나 ) 구출하기 위해 'RED BIRD'라는 이름으로, 새로운 코스츔을 입고 활동하기도 했었다.

## 설정
- 나이:10세 - 리버스 이후 13세

- 키: 4’6” (The Batman Files, Batman Character Encyclopedia)

	5’2” (Ultimate Character Guide)
	5'4(Injustice)
	5’10”(Injustice)
* 소스마다 키가 다르다. 메인 디씨 버전은 4. 6. ft
- 몸무게: 84 lbs. (The Batman Files, Batman Character Encyclopedia)

```
120 lbs. (Ultimate Character Guide)
140 lbs. (Injustice)
175 lbs. (Injustice)
```

* 역시 소스마다 몸무게가 다르다. 메인 디씨 버전은 84 lbs